# Herbita transcendens
Herbita transcendens là một loài bướm đêm trong họ Geometridae.